# Bronson Pinchot
Bronson Pinchot, né le 20 mai 1959 à Manhattan, quartier de New York, est un acteur américain.
En France, il est connu pour son rôle de Craig Toomey dans la mini-série Les Langoliers (1995), mais également de Jean-Luc Rieupeyroux dans la série télévisée Notre belle famille, et pour son rôle de Serge dans les volets 1, 3 et 4 du Flic de Beverly Hills.
Il est unilingue anglophone, mais est capable d'imiter ce qu'il entend de façon surprenante[réf. nécessaire].

## Biographie

### Enfance
D'origine grecque, Bronson Alcott Pinchot est né le 20 mai 1959 à Manhattan, quartier de New York, (État de New York, États-Unis), d'une mère italo-américaine et d'un père russe élevé à Paris.
Il a été éduqué dans le sud de la Californie.

### Carrière
Il a joué dans un épisode de la série Histoires fantastiques, puis dans la série Larry et Balki.
Quand Sasha Mitchell a quitté la série Notre belle famille à la fin de la cinquième saison, il a été contacté pour le remplacer et pour interpréter un personnage tout aussi excentrique : Jean-Luc, le coiffeur, meilleur ami de Carol.
Mais il a ensuite quitté la série pour jouer le rôle de Meego dans la série éponyme, ce qui explique son absence dans la dernière saison.

## Filmographie
- 1983 : Risky Business : Barry
- 1984 : Le Palace en délire (Bachelor Party)
- 1984 : Le Flic de Beverly Hills (Beverly Hills Cop) : Serge
- 1984 : Le Kid de la plage (The Flamingo Kid) : Alfred Shultz
- 1985 : Hot Resort : Brad
- 1985 : Sara (série télévisée) : Dennis Kemper
- 1985 : After Hours : Lloyd
- 1986 : Larry et Balki : (série télévisée): Balki
- 1986 : Mal à l'âme (Between Two Women) (série télévisée) : Le photographe
- 1989 : Détectives en folie (Second Sight) : Bobby
- 1990 : ABC TGIF (série télévisée) : Balki
- 1990 : Jury Duty: The Comedy (série télévisée) : Sanford / Jorge Jimenez / Arthur Lloyd / Magda
- 1992 : Méli-mélo à Venise : Le groom
- 1992 : Eek! Le chat (Eek! The Cat) (série télévisée) : voix additionnelles
- 1993 : The Trouble with Larry (série télévisée) : Larry Burton
- 1993 : True Romance : Elliot Blitzer
- 1994 : Loïs et Clark (série télévisée) : Kyle Griffin
- 1994 : Napoleon : Birdo (voix)
- 1994 : Le Flic de Beverly Hills 3 (Beverly Hills Cop III) : Serge
- 1995 : Dumb and Dumber (série télévisée) : Dymbster (voix)
- 1995 : Napoléon en Australie (Napoleon) : Birdolucci (voix)
- 1995 : Les Langoliers (The Langoliers) (série télévisée) : Craig Toomey
- 1996 : Bruno the Kid: The Animated Movie (vidéo) : Général Armando Costrato (voix)
- 1996 : Le Dernier Anniversaire (It's My Party) de Randal Kleiser : Monty Tipton
- 1996 : À l'épreuve du feu (Courage Under Fire) : Bruno
- 1996 : Bruno the Kid (série télévisée) : Général Armando Castrato (voix)
- 1996 : Le Club des ex (The First Wives Club) : Duarto Feliz
- 1997 : Babes in Toyland : Rodrigo (voix)
- 1997 : Meego (Meego) (série télévisée) : Meego
- 1997 : Merry Christmas, George Bailey (série télévisée) : M. Carter
- 1997 : Notre belle famille (Step by Step) (série télévisée) : Jean-Luc Rieupeyroux
- 1998 : Sacré Slappy (Slappy and the Stinkers) : Roy
- 1998 : Excalibur, l'épée magique (Quest for Camelot) : le griffon (voix)
- 1998 : Beach Movie : Ronald
- 1999 : Out of the Cold : Max Kaplan
- 1999 : The All New Adventures of Laurel & Hardy in 'For Love or Mummy' : Stanley
- 2000 : Putting It Together (série télévisée) : le narrateur
- 2001 : La Belle et le Clochard 2 : L'Appel de la rue (Lady and the Tramp II: Scamp's Adventure) (vidéo) : François (le chien de l'entrepôt) (voix)
- 2002 : Winning Girls Through Psychic Mind Control : Devon Sharpe
- 2003 : IceMaker : Bergerac De La Houssey
- 2003 : Straight No Chaser : Josh Peters
- 2004 : Second Best : Doc Klingenstein
- 2005 : New York, section criminelle (La belle et la bête) : Docteur Greg Ross (saison 4, épisode 19)
- 2005 : Diamond Zero : Bergerac De La Houssey
- 2007 : New York, unité spéciale : docteur Henry Carlisle (saison 9, épisode 1)
- 2011 : Hawaï 5-0 (série télévisée) : Photographer
- 2011 : You and I : Torrino
- 2014 : NCIS : Enquêtes spéciales : George Burton (Saison 12, ép.6)
- 2015 : Les mystères de Laura : le chef J.T. Thompson
- 2018 : Chilling Adventures of Sabrina : le principal George Hawthorne
- 2024 : Le Flic de Beverly Hills : Axel F. (Beverly Hills Cop: Axel F) de Mark Molloy : Serge
- 2025 : La Résidence : Didier Gotthard, le chef pâtissier exécutif de la Maison Blanche